# Renault Koleos II
Le Renault Koleos de 2de génération est un SUV familial commercialisé par le constructeur automobile français Renault depuis 2016 en Asie et 2017 en Europe. Il remplace le Koleos de 1re génération. Sa commercialisation sera stoppée sur le marché chinois en 2020, puis en Europe en 2023 où il sera remplacé en par l'Espace de 6e génération. Il est toujours produit en Corée du Sud par Renault Corée sous l'appellation QM6.

## Présentation

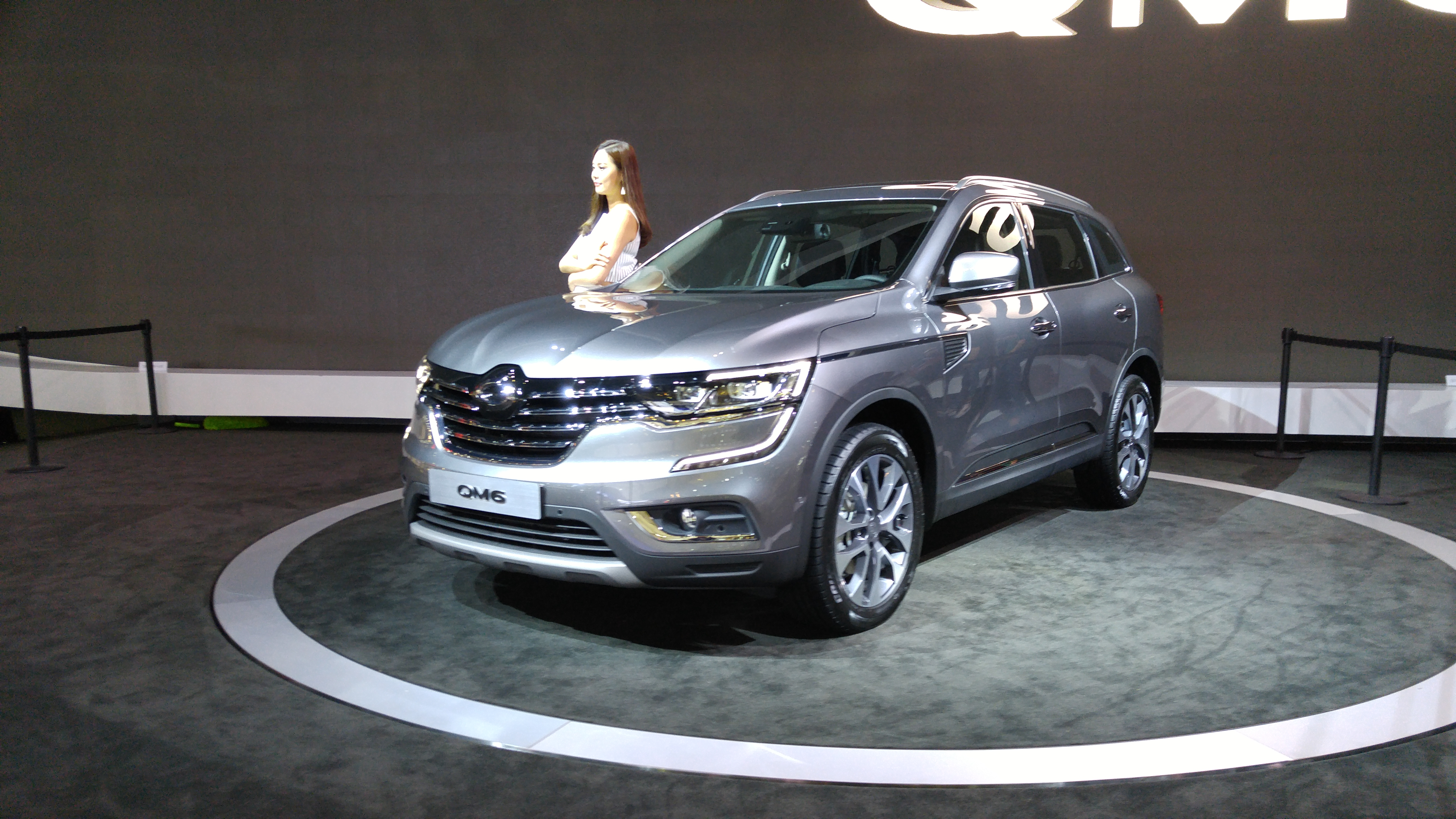
Samsung QM6.

La seconde génération du Koleos est présentée au salon automobile de Pékin 2016.
Elle est lancée en Corée du Sud sous le nom de Samsung QM6.
La version fabriquée en Corée du Sud a pour nom de code en interne XZG, et celle fabriquée en Chine XZJ.

### Phase 2
La version restylée du Koleos de seconde génération est présentée en Chine au Salon automobile de Shanghai le 16 avril 2019.
Les modifications esthétiques apportées sur la phase 2 concernent le sabot de protection des boucliers avant et arrière ainsi que la calandre. Côté technologique, le système multimédia Easy Link remplace le R-Link 2, intégrant la navigation connectée en 4G.
Pour les motorisations, Renault installe les derniers moteurs du groupe, équipant notamment le cousin Nissan X-Trail III, que sont le 4-cylindres 1.7 Blue dCi de 150 ch, associé à la boîte manuelle ou automatique (X-Tronic) et en transmission intégrale, ainsi que le 4-cylindres 2.0 Blue dCi de 200 ch associé à la boîte EDC7 en transmission intégrale uniquement.

### Phase 3
Le second restylage du Koleos est officiellement lancé le 16 janvier 2021.
La gamme de finitions du Koleos est simplifiée en mars 2022. Ce SUV sera remplacé en 2023 par une version longue de l'Austral, dotée de 7 places.
En mai 2022, les tarifs augmentent de 900 €, portant le premier prix en France à 43 700 €.

### Phase 4
La production destinée à l'Europe cesse en avril 2023. Le Samsung QM6 reste produit en Corée du Sud par Renault Samsung Motors, 
rebaptisé Renault Korea Motors en 2022. Il reçoit un léger restylage début 2023 modifiant la calandre, les bas de caisse et la signature lumineuse avant,. Une inédite version utilitaire à 2 places appelée QM6 Quest est lancée au même moment. Elle est équipée d'un moteur de 140 ch carburant au GPL.

### Phase 5
En avril 2024, Renault Korea Motors devient Renault Corée. À cette occasion, le Samsung QM6 est renommé Renault QM6 et profite d'un restylage marqué par de nouveaux boucliers avant et arrière, repris des dernières production Renault, et l'abandon du logo "œil de typhon" de Samsung Motors au profit du losange. À l'intérieur du véhicule est installé un nouveau système d'infodivertissement.
Au-delà de son marché domestique sud-coréen, le véhicule reste exporté dans quelques pays de la péninsule arabique,,,, et d'Afrique,,.

## Caractéristiques techniques
Basé sur la plate-forme modulaire CMF-C du Renault Kadjar, il est plus long, avec un grand coffre mais en offrant cinq places pour ne pas concurrencer le Renault Espace V, ni le Grand Scénic.

### Motorisations
À l'été 2019, à l'occasion de son restylage, le Koleos remplace ses motorisations Diesel 1.6 et 2.0 dCi par les nouvelles motorisations 1.7 et 2.0 Blue dCi de respectivement 150 et 180 ch.
|                                    | 1.6 dCi              | 2.0 dCi              | 2.0 dCi              | 2.0 dCi              | 1.7 Blue dCi         | 2.0 Blue dCi         | 2.0 SCe               | 2.0 SCe               | 2.5 SCe               | 2.5 SCe               |
| ---------------------------------- | -------------------- | -------------------- | -------------------- | -------------------- | -------------------- | -------------------- | --------------------- | --------------------- | --------------------- | --------------------- |
| Disponiblité                       | 2015 - 07/2019       | 2015 - 07/2019       | 2015 - 07/2019       | 2015 - 07/2019       | 07/2019 -            | 07/2019 -            | 2015 - sauf en Europe | 2015 - sauf en Europe | 2015 - sauf en Europe | 2015 - sauf en Europe |
| Type Moteur                        | R9M                  | M9R                  | M9R                  | M9R                  |                      |                      | M5R                   | M5R                   | QR25                  | QR25                  |
| Cylindrée (cm³)                    | 1 598                | 1 995                | 1 995                | 1 995                | 1 749                | 1 995                | 1 997                 | 1 997                 | 2 488                 | 2 488                 |
| Admission                          | Turbocompressé       | Turbocompressé       | Turbocompressé       | Turbocompressé       | Turbocompressé       | Turbocompressé       | Atmosphérique         | Atmosphérique         | Atmosphérique         | Atmosphérique         |
| Alésage (mm) / Course (mm)         | 80 / 79,5            | 84 / 90              | 84 / 90              | 84 / 90              |                      |                      | 84 / 90,1             | 84 / 90,1             | 89 / 100              | 89 / 100              |
| Architecture                       | 4-cylindres en ligne | 4-cylindres en ligne | 4-cylindres en ligne | 4-cylindres en ligne | 4-cylindres en ligne | 4-cylindres en ligne | 4-cylindres en ligne  | 4-cylindres en ligne  | 4-cylindres en ligne  | 4-cylindres en ligne  |
| Puissance maximale ch (kW)         | 130                  | 177                  | 177                  | 177                  | 150                  | 200                  | 150                   | 150                   | 180                   | 180                   |
| au régime de (tr/min)              | 4 000                | 3 750                | 3 750                | 3 750                | 3 500                | 3 500                |                       |                       |                       |                       |
| Couple maximal (N m)               | 320                  | 380                  | 380                  | 380                  | 340                  | 380                  | 200                   | 200                   | 230                   | 230                   |
| au régime de (tr/min)              | 1 750                | 2 000                | 2 000                | 2 000                | 1 750                | 1 750                |                       |                       |                       |                       |
| Transmission                       | Traction             | Intégrale            | Traction             | Intégrale            | Traction             | Intégrale            | Traction              | Intégrale             | Traction              | Intégrale             |
| Boîte de vitesses                  | BVM6                 | BVM6                 | CVT / X-Tronic       | CVT / X-Tronic       | EDC7                 | EDC7                 | CVT / X-Tronic        | CVT / X-Tronic        | CVT / X-Tronic        | CVT / X-Tronic        |
| Vitesse maximale (en km/h)         | 183                  | 202                  | 202                  | 201                  | 190                  | 198                  |                       |                       |                       |                       |
| 0-100 km/h (en s)                  | 11,4                 | 10,7                 | 9,3                  | 9,5                  | 11,8                 | 10,1                 |                       |                       |                       |                       |
| Consommation moyenne (en ℓ/100 km) | 4,6 - 4,9            | 5,3 - 5,6            | 5,4 - 5,5            | 5,8 - 5,9            | 5,4                  | 5,7                  |                       |                       |                       |                       |
| Émissions de CO2 (en g/km)         | 120 - 128            | 140 - 148            | 143 - 146            | 153 - 156            | 143                  | 150                  |                       |                       |                       |                       |
| Masse à vide (kg)                  | 1 540                | 1 660                | 1 660                | 1 747                | 1 683                | 1 770                |                       |                       |                       |                       |

## Finitions
Le Koleos propose plusieurs finitions : 
- Zen (jusqu'en mars 2022)
- Intens (jusqu'en mars 2022)
- Evolution (à partir de mars 2022[9])
- Initiale Paris

Lors de son lancement[Jusqu'à quand ?], le Koleos proposait également une finition d'entrée de gamme baptisée Life.

## Chiffres des ventes
|        | 2016   | 2017   | 2018   | 2019   | 2020   | 2021   | 2022   | 2023   | 2024  | Total   |
| QM6    | 14 126 | 27 837 | 30 999 | 47 640 | 46 825 | 37 747 | 27 440 | 10 866 | 7 813 | 253 293 |
| Koleos | 5 566  | 72 664 | 67 914 | 32 924 | 15 278 | 13 785 | 14 208 | 14 762 | 7 709 | 244 808 |
| Total  |        |        |        |        |        |        |        |        |       | 498 101 |